# Panorama-Park Sauerland Wildpark
Panorama-Park Sauerland Wildpark est un parc animalier et attractif situé sur le Rothaargebirge dans l'arrondissement d'Olpe, en Rhénanie-du-Nord-Westphalie, en Allemagne. Implanté dans le Sauerland, le parc joue avec le relief de la montagne et s'intègre dans le décor naturel.

## Histoire
Fondé en 1963 par la famille Schulte-Wrede, c'est le premier parc à gibier d'Allemagne.
Il ne devient parc d'attractions qu'à partir de 1982.
Le parc est acheté par Grévin & Cie en 2003.
En janvier 2008, Grévin annonce la vente du parc à la société Henkel. Celle-ci a l'intention de continuer à exploiter le parc comme un parc d'animaux sauvages, tandis que les attractions principales sont transférées à Fort Fun Abenteuerland entre autres. À l'exception de la piste de luge d'été, des autos-tamponneuses et du télésiège, toutes les autres attractions déménagent dans d'autres parcs Grévin ou sont vendues en dehors du groupe. Ainsi, la grande roue, est allée à Freizeit-Land Geiselwind en Bavière. À Panorama Park ouvrent alors un parcours de voitures à pédales, un trampoline géant, un palais du rire et le paradis de jeux d'intérieur. Le parc ouvre le 1er mai 2008 sous le nom de Panorama Park Sauerland-Wildlife Park avec une section animalière supplémentaire comprenant une enceinte de loups, un habitat des lynx, un spectacle de loutres, une mini-ferme et un spectacle de rapaces et de nombreuses plaines de jeux.
Panorama-Park Sauerland Wildpark est un parc dans la même veine que Plopsa Coo.

## Parc d'attractions et animalier

### Attractions

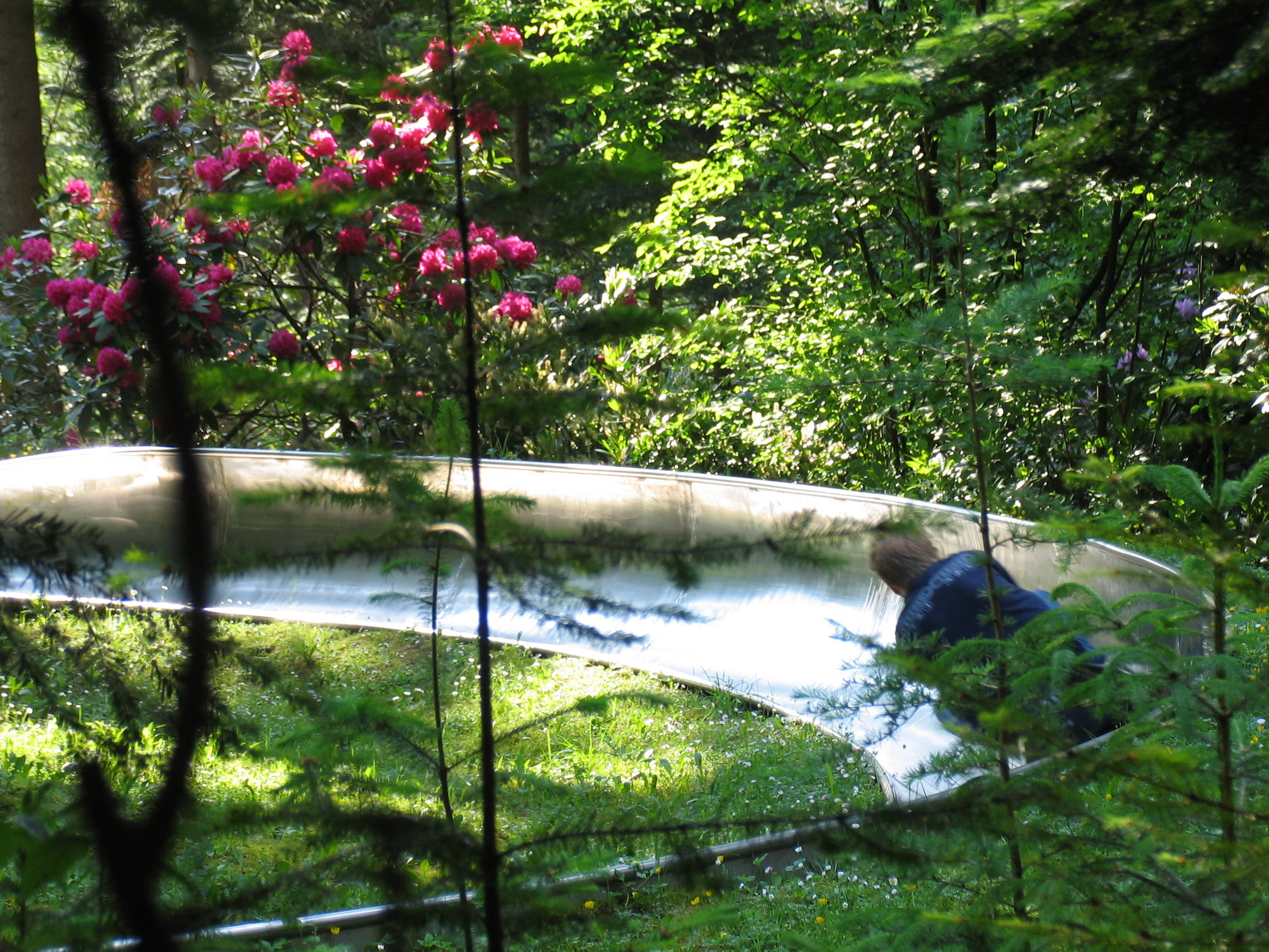
Fichtenflitzer, Luge d'été.

- Panorama-Lift – Télésiège de Firma Leitner, 1996
- Fun House – Palais du rire, 2008
- Labyrinth – Labyrinthe
- Fichtenflitzer – Luge d'été de Wiegand, 1993
- Kettcarbahn – Voitures à pédales, 2008
- Pferdchen-Karussel – Carrousel
- Hüpfkissen – Châteaux gonflables, 2008
- Riesentrampolin – Trampoline géant, 2008
- Power Paddler – Pédalos à mains, 2010
- Mini Scooter – Autos-tamponneuses

### Parc animalier
Panorama-Park Sauerland Wildpark héberge loups, lynx, loutres, mouflons, cerfs Sika, cerfs élaphe, sangliers, bisons, ratons laveurs et propose lAvenue Rhododendron et le Jardin pédagogique des plantes.
- Pano‘s Express – Safari en petit train sur les allées vallonnées à la rencontre d'animaux
- Mäusehaus – Maison des souris
- Wild-und Waldlehrpfad – Sentier de la faune et de la nature : promenade longeant les enclos d'animaux indigènes
- Pano's Tierschule – École animalière de Pano : petite exposition didactique
- Streichelzoo – Mini ferme avec porcelets, lapins, chèvres, moutons et caviidaes

### Anciennesmontagnes russes
| Nom              | Type                           | Constructeur | Années      | Relocalisation              |
| ---------------- | ------------------------------ | ------------ | ----------- | --------------------------- |
| Flinker Fridolin | Montagne russe en métal junior | Zierer       | 1993 à 2008 | Viktor Vandorm à BonbonLand |
| Rothaarblitz     | Montagnes russes E-Powered     | Mack Rides   | 1982 à 2007 | Eurospeed à Europark        |

### Anciennes attractions
- Wasserbob – Bûches de Mannesmann Demag Fördertechnik, 1979 à 2007.
- Formel Fun – Circuit de karting de US-Import, 1993 à 2007.
- Oldtimerbahn – Balade en tacots de Mack Rides, 1987 à 2007.
- Roter Baron – Manège Avions de Bradley & Kay, 1988 à 2007.
- Riesenrad – Grande Roue de Zierer, 1992 à 2007. Relocalisée à Freizeit-Land Geiselwind.
- Schneckenbahn – Petit monorail de Metallbau Emmeln, 1992 à 2007.
- Steinpilz – Chaises volantes de Zierer, 1992 à 2005. Relocalisé à Avonturenpark Hellendoorn
- Takka Balla Swing – Rockin' Tug de Zierer, 2005 à 2007. Relocalisé à Fort Fun Abenteuerland
- Tannenzapfen-Rundfahrt – Tasses de Mack Rides, 1989 à 2007.
- Windstärke 14 – Typhoon de Zierer, 1993 à 2007. Relocalisé à La Mer de sable

### Anciens spectacles
- Elektronik-Musik Show – Spectacle électronique
- Freilichtbühne
- Greifvogel-Freiflugschau – Spectacle animalier
- Wald-Theater
- Wasserorgel

## Galerie

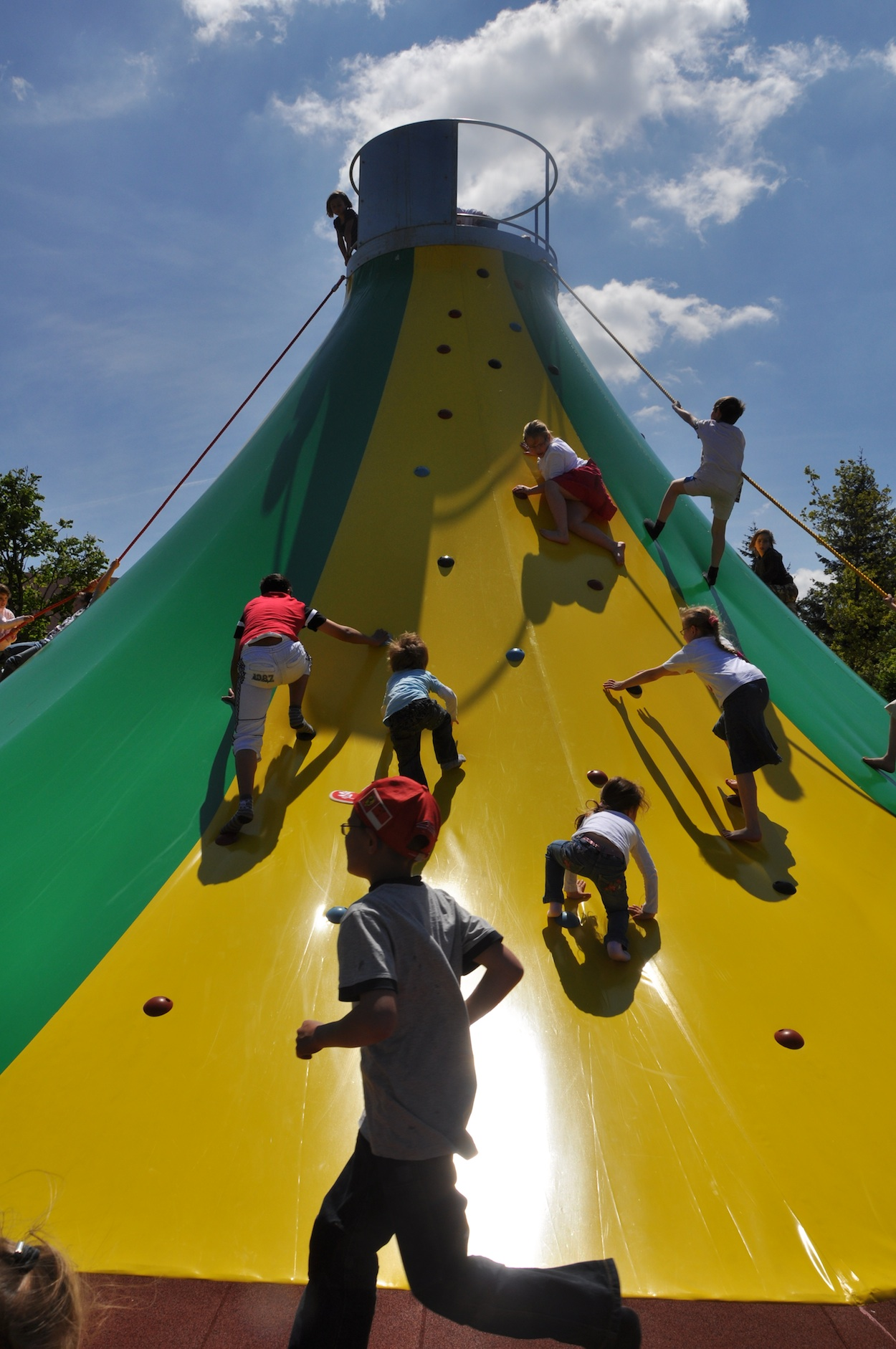
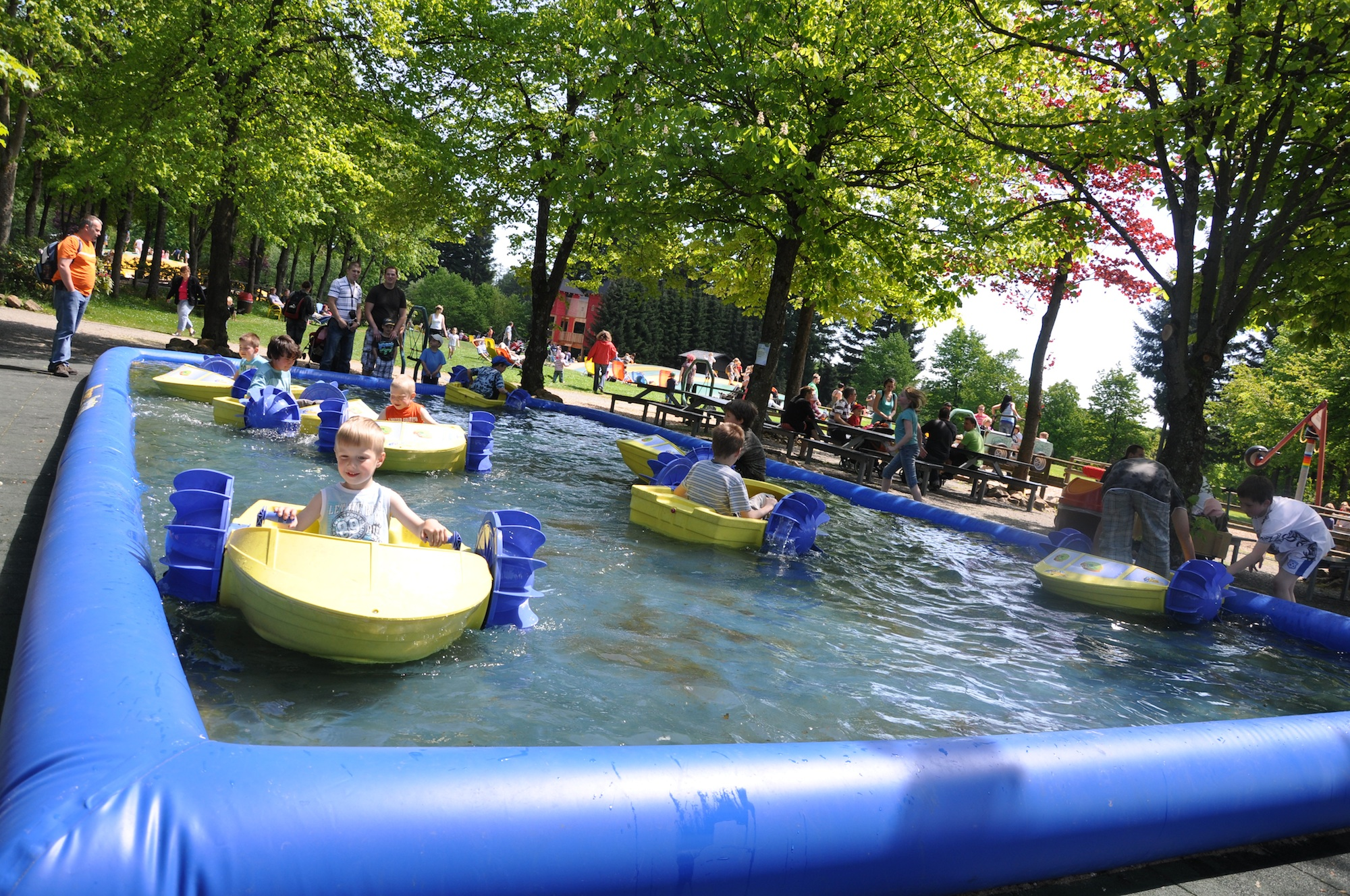
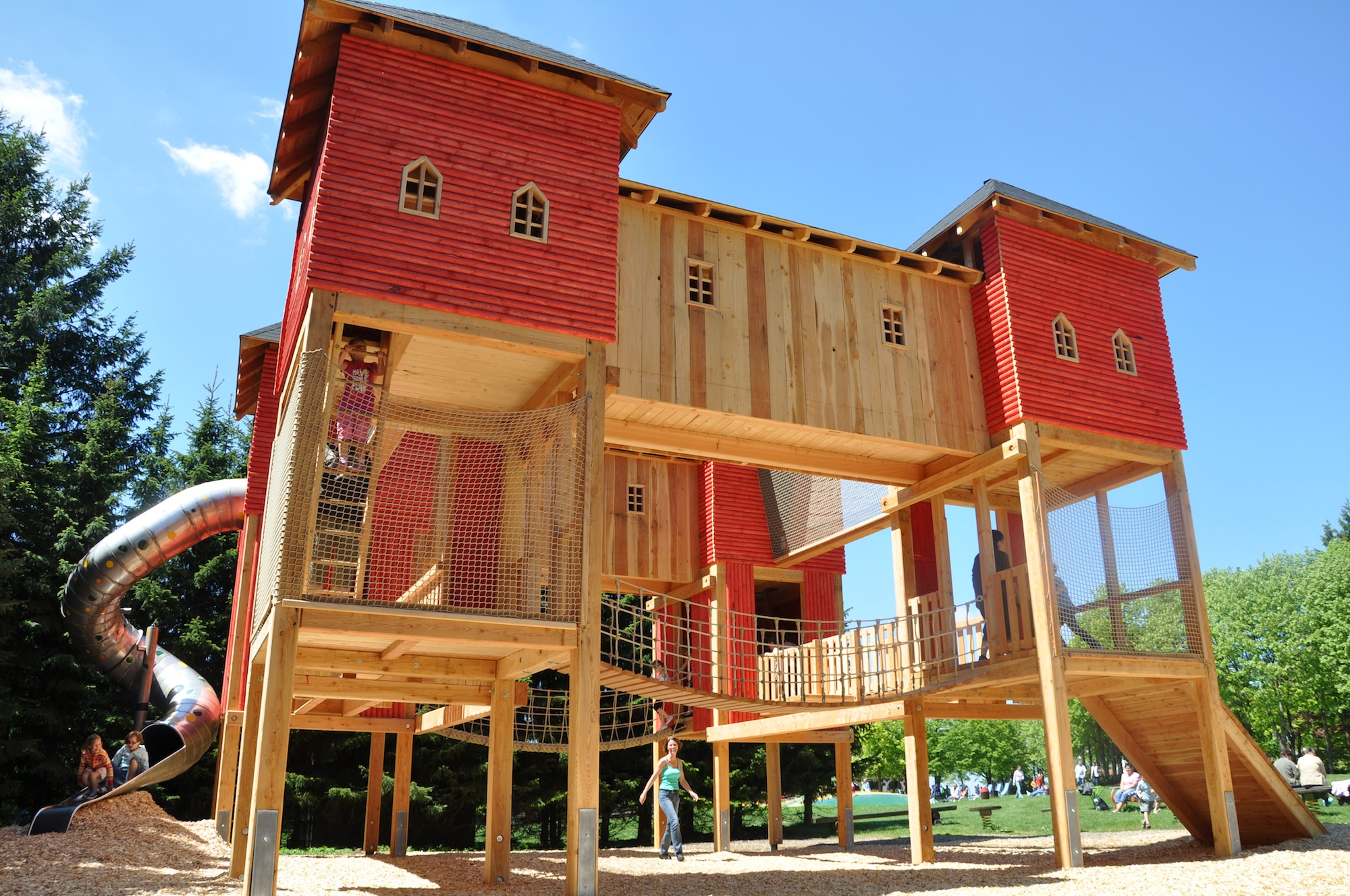